# Пасхальный костёр
Пасхальный костёр — костёр, который разводили в пасхальную ночь, обычай, существовавший в Российской империи и других европейских странах. Пасхальные костры разводили около храмов, на кладбищах, на дорогах.

## Народные обычаи
В России ещё в конце XIX века в пасхальную ночь по всей империи около православных храмов зажигались костры, а в сёлах на севере костры возжигались на вершинах холмов. Костры считались[кем?] очистительными. В Германии в ночь на первый день праздника в XIX веке зажигали на горах и холмах большие костры (нем. Osterfeuer «Пасхальный костёр»), складывая их из дров, дёрна и соломы; прикрепляли дегтярную бочку, обвитую соломой, к еловому дереву и, зажигая её ночью, плясали вокруг огня, а когда пламя погаснет — собирали головни и уголья и разносили по домам. Поляки с помощью живого огня огня разжигали большой сельский костёр в Страстную субботу, пламя его освящали, и люди уносили домой тлеющие головни. Чехи называли такой огонь «ведьмин костёр», «огни Громадных», «Грмачи» (чеш. pálení čarodějnic, Ogni Gromadnich, Grmači). Существовало ещё обыкновение зажигать ночью деревянные стрелы, обмазанные смолой, и метать их вверх — так, чтобы пущенная стрела описывала в воздухе огненную дугу. У сербов аналогичные обряды совершались на Благовещенье (Ранило).
Для западных славян общим являлся обычай жечь костёр на Страстной неделе (со среды до субботы) около церквей; огонь для костра часто добывали трением; в костёр подкладывали деревянные крестики, кусочки дерева, ветки, оставшиеся от Вербного воскресенья, куски древесного гриба, колышки и т. п.; священники освящали этот огонь, а прихожане разносили его по домам и разжигали у себя в домах «новый» огонь (ср. пол. młody ogień), предварительно затушив в печах старый. Костёр жгли и в пасхальную ночь, и в ночь на пасхальный понедельник; вокруг них собирались, веселились, коротая ночи, трапезничали, стреляли и др. Преимущественно на юге Польши, в Великопольше, в Словакии, у мораван и на востоке Чехии костры, возжигаемые на Страстной неделе, связывались с Иудой, ср. пол. Judasz, словац. Judas, в.чеш. Jidaš — «чучело Иуды и костер, в котором его сжигали». В Силезии костёр и факелы зажигали на Страстной неделе в связи с ритуальным сожжением Жура.
Пасхальные костры отличались от других календарных по материалу (сюда сносили старые кресты и вещи, украденные у евреев), а также по семантике: их разжигали, чтобы «побужать» или «поднять» Христа, «обогреть» апостолов, дежуривших около убитого Христа; чтобы при свете огня увидеть Господа и попросить его о помощи; заслужить отпущение грехов.
На Западе и по сей день на прихрамовой территории разжигается большой костёр. С одной стороны смысл костра как и у пасхальной свечи — огонь есть Свет и Обновление. Пасхальный костёр также разводят для символического сожжения Иуды (Греция, Германия). С другой стороны, около этого огня могут греться те, кто вышел из храма или не дошёл до него, поэтому он является также символом костра, у которого грелся Пётр. В дополнение к световой иллюминации костров и фейерверков используют всяческие хлопушки и «шутихи» для торжественности праздника.